# Backbeat
Backbeat is een film uit 1994 over het leven van Stuart Sutcliffe, de eerste bassist van The Beatles. Het gaat in deze film vooral over de periode in Hamburg (1960-1962).

## Rolverdeling
| Acteur        | Personage        |
| ------------- | ---------------- |
| Sheryl Lee    | Astrid Kirchherr |
| Stephen Dorff | Stuart Sutcliffe |
| Ian Hart      | John Lennon      |
| Gary Bakewell | Paul McCartney   |
| Chris O'Neill | George Harrison  |
| Scot Williams | Pete Best        |
| Kai Wiesinger | Klaus Voormann   |
| Jennifer Ehle | Cynthia Powell   |